# Публій Квінтілій Вар (консул)

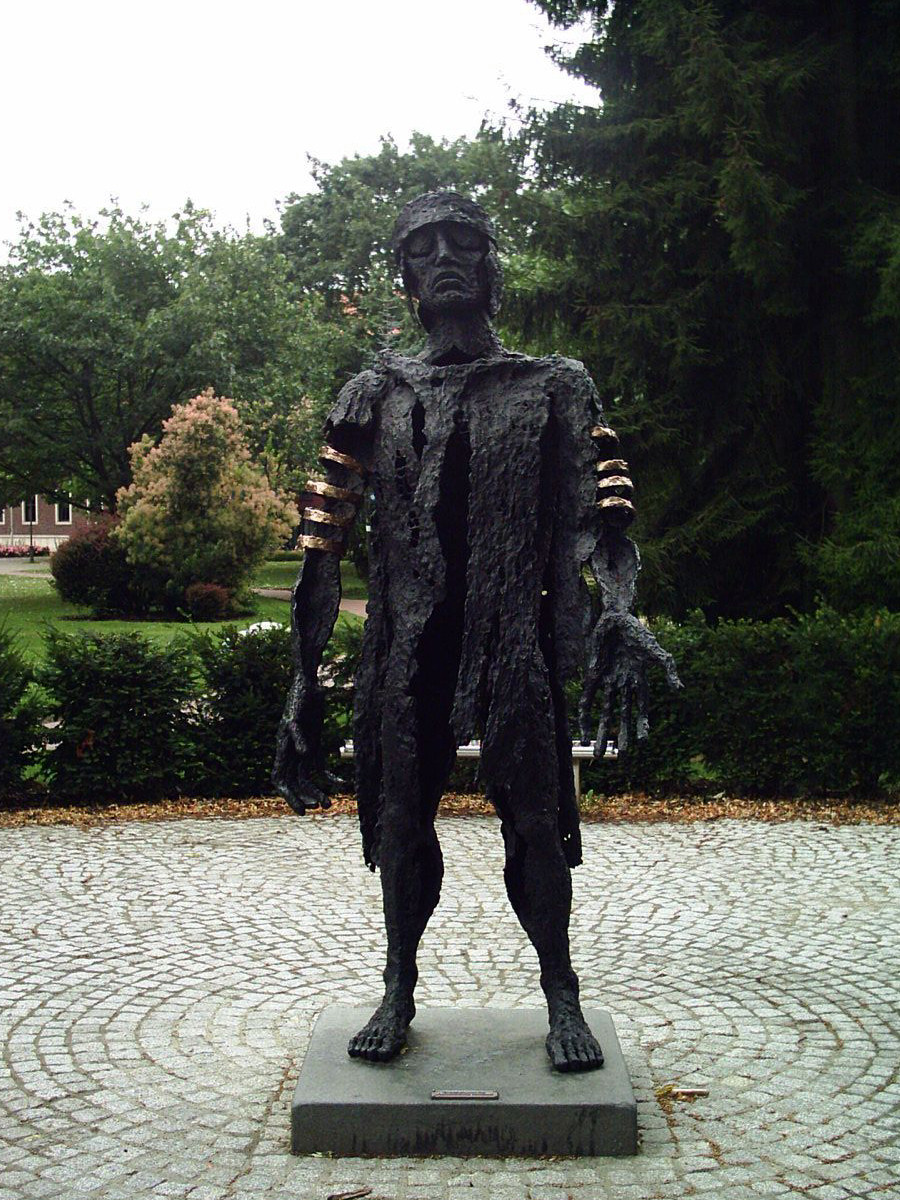
Повалений Вар, скульптура Вілфреда Коха (2003) в Гальтерні, Німеччина

Публій Квінтілій Вар (лат. Publius Quinctilius Varus), часто номенів читають як Квінктілій (46 до н. е. — осінь  9 н. е.) — римський воєначальник і політичний діяч у період правління імператора Августа.

## Біографія

### Ранні роки
Належав до збіднілої і малозначної гілки стародавнього патриціанського роду Квінтіліїв. Його дід по батьковій лінії, Секст Квінтілії Вар, був сенатором. Його батько, Секст Квінтілій Вар, будучи сенатором, співчував республіканцям у громадянській війні з Юлієм Цезарем. Невідомо, чи брав участь він у вбивстві Цезаря. Згодом він підтримував Марка Юнія Брута і Гая Кассія Лонгіна і наклав на себе руки після поразки при Філіпах 43 до н. е.. Матір'ю Публія Квінтілія Вара була дочка Гая Клавдія Марцелла Молодшого від першого шлюбу.
Незважаючи на політику батька, Вар став підтримувати наступника Юлія Цезаря, Октавіана Августа, що пізніше став називатися Цезарем Августом. Вар одружився з Віпсанією Марцеллою — дочкою помічника Октавіана Марка Віпсанія Агріппи, і став близьким другом і Октавіана, і Марка Агріппи. Таким чином, його політична кар'єра була стрімка: вже в 13 до н. е. його обрано консулом разом з Тиберієм, пасинком Августа.

### Політична кар'єра
Слідом за консулатом Вар у 7-6 рр. до н. е. відправився на рік у провінцію Африка як проконсул. У 6-4 рр. до н. е. він отримав посаду пропреторського легата Сирії, де під його командуванням було 4 легіони. Йосип Флавій згадує блискавичні дії Вара проти месіанського повстання в Юдеї після смерті в 4 до н. е. царя Ірода Великого. Після захоплення Єрусалима, він розіп'яв близько 2000 єврейських повстанців.
Після намісництва в Юдеї Вар кілька років провів у Римі. У цей час померла Віпсанія Марцелла, і він одружився вдруге з Клавдією Пульхрою, дочкою  Клавдії Марцелли Молодшої (доньки консула Гая Клавдія Марцелла Молодшого і Октавії, сестри імператора) і Марка Валерія Мессали Барбата Аппіана, патриція за народженням, наприкінці 14 до н. е. усиновленого, вже після народження дочки Марком Валерієм Мессалою Руфом з патриціанського роду Валеріїв Мессаліїв. У них народився син Публій Квінтілій Вар. Це шлюб показав, що Вар знаходиться у фаворі в Августа.
У перші роки першого століття Тиберій і його брат Друз зробили декілька походів у Германію — область на схід від Рейну і північніше Дунаю — у спробі розсунути кордони імперії і зменшити їх протяжність. Вони підкорили владі Риму кілька германських племен, таких як херуски. У 7 році цей регіон був оголошений у підпорядкування Риму і Вар був призначений першим пропретором провінції Германія. У цей же час Тиберій з легіонами був перекинутий на Балкани у зв'язку з повстаннями, що спалахнули у Паннонії і Далмації.

### Битва в Тевтобурзькому лісі
Будучи пропретором Германії, Вар продовжив ту ж жорстку політику залякування і придушення, яку використовував у Юдеї і провінції Африка. Свавілля намісника і повне нехтування всіма усталеними законами і традиціями підштовхнули нещодавно підкорені германські племена до повстання, яке очолив вождь херусків Арміній. До того часу Арміній вже встиг відзначитися на службі Риму: командував кіннотою, яка складалася з германців і за хоробрість був удостоєний римського громадянства і став вершником.
Наприкінці літа 9 року Вар із трьома легіонами (XVII, XVIII і XIX) стояв на березі Везера, коли йому прийшла звістка, що у віддаленому зарейнському племені марсів спалахнуло повстання. 
Довірившись пораді Армінія, Вар повів легіони на придушення повстання короткою дорогою через Тевтобургський ліс, намагаючись придушити повстання і повернутися в зимові табори до настання холодів. Арміній, який був справжнім очільником повстання, заявив, що зайнятий збором свого війська, вирішив затриматися позаду і обіцяв пізніше наздогнати головні сили. Утім коли деякі римські загони відстали від основних сил, Арміній напав на них та знищив. Проходячи через ліс, римське військо стало зазнавати частих нападів германців, які, користуючись місцевістю, раптово нападали і швидко відступали, не чекаючи удару у відповідь. Заболочена місцевість не давала можливості маневрувати піхоті, а обмеженість вільного простору зробила кавалерію практично непотрібною. До того ж, дощі розмили дорогу, і в утвореному болоті абсолютно загруз обоз. Вар зрозумів, що потрапив у пастку і спробував відступити до Рейну. А легіони допоміжних військ, які складалися з германців, відкрито перейшли на бік повсталих. Після цього битва тривала три дні й закінчилася повною поразкою римських військ. Вар був поранений, і, щоб не потрапити в полон, покінчив із собою, кинувшись на меч. За ним пішли вищі офіцери. Частина кавалерії, кинувши піхоту, спробувала пробитися до Рейну, але була перехоплена германцями і знищена.
У загальному підсумку втрати римлян склали 25-27 тисяч вояків. Приблизно 5 тисячам вдалося врятуватися. Частина потрапила в полон: легіонери були посаджені в клітини із прутів і спалені заживо. Інші були або продані в рабство, або, згодом, викуплені. Тацит повідомляє, що захоплені в полон офіцери були принесені в жертву германським богам. Арміній відіслав голову Вара вождю маркоманів Марободу, з яким прагнув укласти союз, але Маробод відхилив пропозицію і відіслав голову в Рим.
Результатом цієї поразки стало повне звільнення зарейнських областей від римського панування. Пізніші спроби підкорити германців між Рейном і Ельбою не мали успіху.
Про реакцію Октавіана на цю подію Светоній повідомляє наступне:
|  | Розповідали, що він до того був приголомшений, що кілька місяців поспіль не стриг волосся і не голився й не раз бився головою об одвірок, вигукуючи: «Квінтілій Вар, поверни мені легіони!» (лат. «Quinctili Vare, legiones redde!».) |

## У літературі
Тихо муркоче

Місяця самовар,

Ніч димоходами стогне: — Вар, а Вар? — Вар, віддай легіони!

— Нас приголубить ворони,

Вип'ють очі з голів! — Мовчки співають легіони

Тихі пісні без слів.

[…] — «Пісня легіонерів», Роальд Мандельштам